# Chondrometopum leve
Chondrometopum leve är en tvåvingeart som beskrevs av Friedrich Georg Hendel 1914. Chondrometopum leve ingår i släktet Chondrometopum och familjen fläckflugor.
Artens utbredningsområde är Bolivia. Inga underarter finns listade i Catalogue of Life.